# 鈴鹿明神社

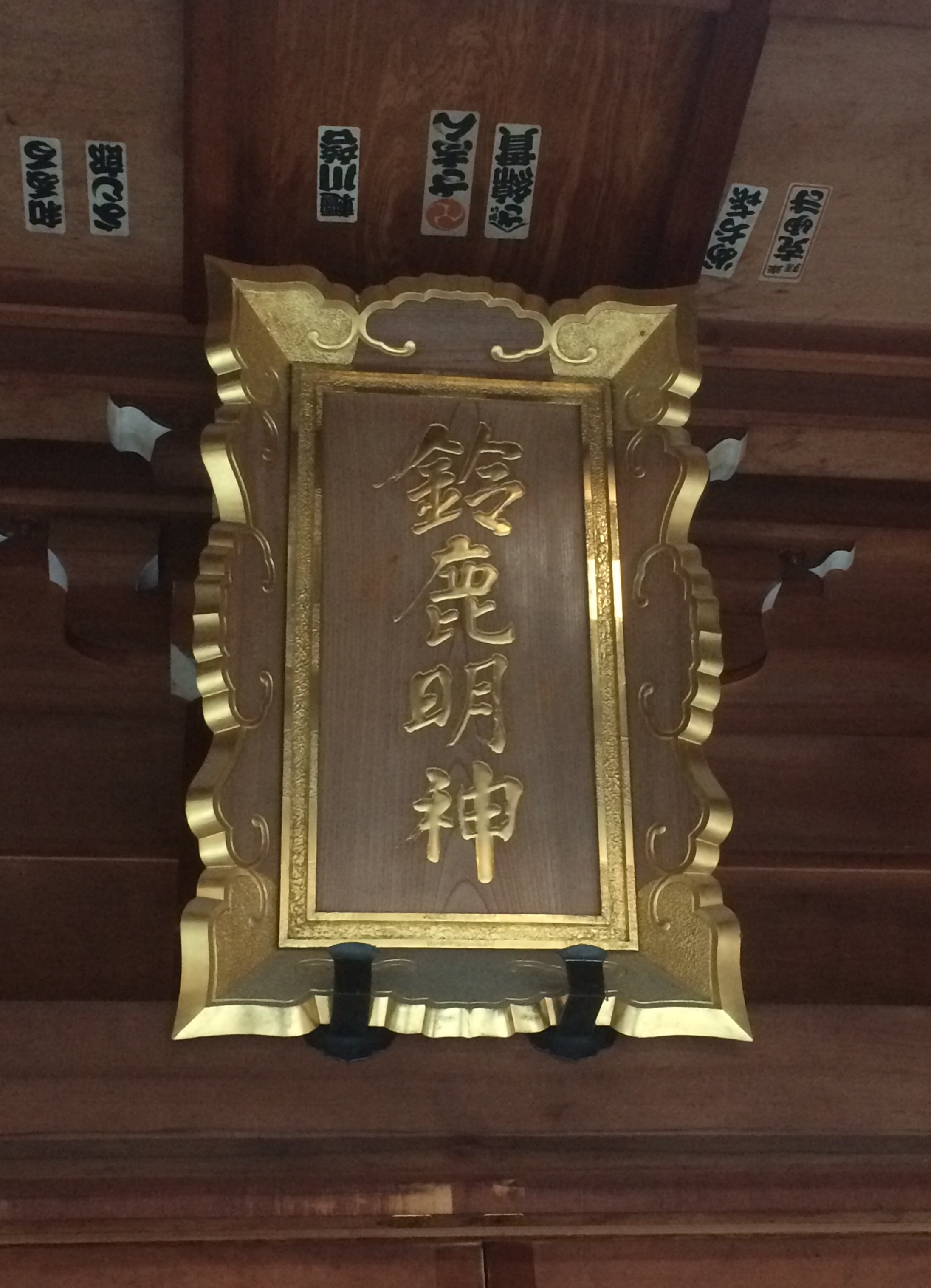
拝殿の社額

鈴鹿明神社（すずかみょうじんしゃ）は、神奈川県座間市に鎮座する神社。戦前の近代社格制度（旧社格）においては郷社に列しており、現在では神奈川県神社庁による献幣使参向神社（同県神社庁指定神社）となっている。

## 祭神
- 伊邪那岐命（いざなぎのみこと）
- 素戔鳴尊（すさのをのみこと） - 当地で疫病が流行った際に、鎮まることを祈って京都祇園の八坂神社より勧請された[3]。

### かつての祭神
『新編相模国風土記稿』（天保12年 (1841年) 成立）によると、牛頭天王を合祀していたという。

## 由緒・歴史
創建時期は不詳だが、第29代欽明天皇の御代（539年?〜571年?）に創祀したと伝えられている。一方『正倉院文書』によると、天平年間（729年〜749年）には当地は鈴鹿王の所領で土甘（とき）郷と呼ばれていたことから、王の名前より「鈴鹿」という字名が付けられたとも考えられている。また、当社の縁起では「遠く伊勢の鈴鹿郷の祭礼において神輿が海上を渡御していた際、暴風によって漂流し相模国入海の東峯に漂着したといい、このことから里人が座間全郷の鎮守として社を創建し鈴鹿大明神を崇め祀った」という伝説も残されている。
当社蔵、最古の棟札は弘治2年（1556年）の再建時のもので、当地が小田原北条氏の領地であったことから北條藤菊丸（北条氏照）が大壇越（金子五千疋で「鈴鹿大明神再造成就処」）、および地域の領主若林大炊助であった旨が記されているが、これには近世初頭の改竄が見られる。またこの再建時には、京都祇園の八坂神社の祭神「素戔鳴尊」が合祀されている。造立修理を伝える棟札はこの他にも、元和6年（1620年）、寛文6年（1666年）、元禄16年（1703年）、享保3年（1718年）および18年（1733年）、宝暦8年（1758年）の記銘のあるものが伝えられている。
江戸時代には当社が鎮座する座間宿村と入谷村の総鎮守となっていた。その後、明治2年（1869年）12月には、座間宿村と入谷村を含む27村（現在の座間市・相模原市の全域および大和市・海老名市の一部に及ぶ広範囲の地域）の郷社に列格している。また、現代においても昭和43年（1968年）1月に神奈川県神社庁献幣使参向神社に指定され、県内の有力神社となっている。

## 有鹿神社との説話縁起
海老名市上郷に鎮座する有鹿神社と争った説話縁起（有鹿と鈴鹿の神争い）が存在する。このことは神奈川県神社庁著のかなしん出版『かながわの神社・ガイドブック』で以下のように紹介されている。
欽明天皇の御代（539年?〜571年?）、伊勢鈴鹿から当地（座間）に遷ってきた鈴鹿神は財宝を持ち豊かに暮らしていた。一方、その頃相模国勝坂にいた有鹿神はこの財宝を横取りしようと当地にやってきて争いになったが、諏訪明神と弁財天の加勢で鈴鹿神が勝利し、有鹿神は上郷へ追い払われた。それ以来、有鹿神は勝坂へ帰ることができなくなったという。
また、『座間古説』では当社と有鹿神社の関係性をよく表す以下の伝承を冒頭で紹介している。
当時座間7ヶ村の内の一つであった勝坂（現・相模原市）に有鹿の蛇神が棲んでいた。有鹿は鈴鹿の宝玉を盗むため「鈴鹿の森」に絡まり機会を狙っていたが、鈴鹿の社内にいた梨の木の諏訪明神と諏訪の下（海中）の弁財天がこれを追い払い、続いて谷の深（やのふけ、桜田一帯の低湿地帯）で三神がそれぞれ大蛇に変身して有鹿と戦った。これには適わず、有鹿は相模川沿いに敗走し海老名で有鹿大明神（海老名総鎮守）として祀られたという。
その後、有鹿明神の神輿は勝坂まで巡行していたが梨の木の諏訪坂を避けて進んだものの、鈴鹿の森の西方で神風に遭い巻き落とされてしまった。その場所（現在の座間小学校の辺り）は「輿巻」（こしまき）と呼ばれるようになり、それ以来、有鹿明神の神輿は梨の木の諏訪坂を通らなくなった。
さらに、『座間古説』では両神社における祭礼の関わりや歴史についても以下のように紹介している。
当社の神輿はかつて毎年6月7日に鈴鹿の森を出発し、大川原（新田宿の相模川原）にて「浜降り」を行った後、14日まで宮川家の前で休んでから還御していたが、この日はちょうど有鹿明神の神輿が還御する日でもあった。この際、前述の敗北の経緯から、有鹿神は石に姿を変えて馬の背に担がれながら還御したと伝えられ、当社の神輿が境内に入るまで有鹿明神の神輿は待機してから通る習わしであったという。
有鹿の氏子を困らせるために、鈴鹿の神輿の出発を遅らせるようなことがあったといい、双方が争ったこともあったというが、享保の頃から有鹿神社の祭礼（水引祭）の神輿が勝坂に向かうのに際して、河原宿の南で鈴鹿明神の神輿が出迎えて先導し、勝坂にて祭りを共にするようになった（この変化について『座間古説』では本来の習わし（前述）と異なっていることから、「儀礼を欠いたやり方である」と記述している）。これは明治初期まで続いていたが、明治8年（1875年）に座間宿村が飯綱権現社（現・座間神社）を勧請して氏子から離れると、有鹿と合同の神輿渡御も行われなくなった。
上記の伝承は、海老名周辺（有鹿信仰）の人々と座間郷（鈴鹿信仰）の人々の水を巡る争いともされる（「有鹿神社#水引祭」も参照）。また、当地に古くからあった地神と新しくやってきた高位の神との勢力争いが伝説となった可能性も指摘されている。なお、勝坂には有鹿神社の奥宮とされる「有鹿谷」（勝坂遺跡西側の谷）が現在もあり、また同社の中宮はかつて前述の説話縁起にも出てくる諏訪明神（現在も同地付近に所在/MAP 、石楯尾神社の論社の一つで当社の古社ともされる、現在は当社の兼務社）の辺りにあったとされるが、中世期に衰退し海老名に遷されたという（「有鹿神社#本宮と奥宮、中宮」も参照）。

## 境内

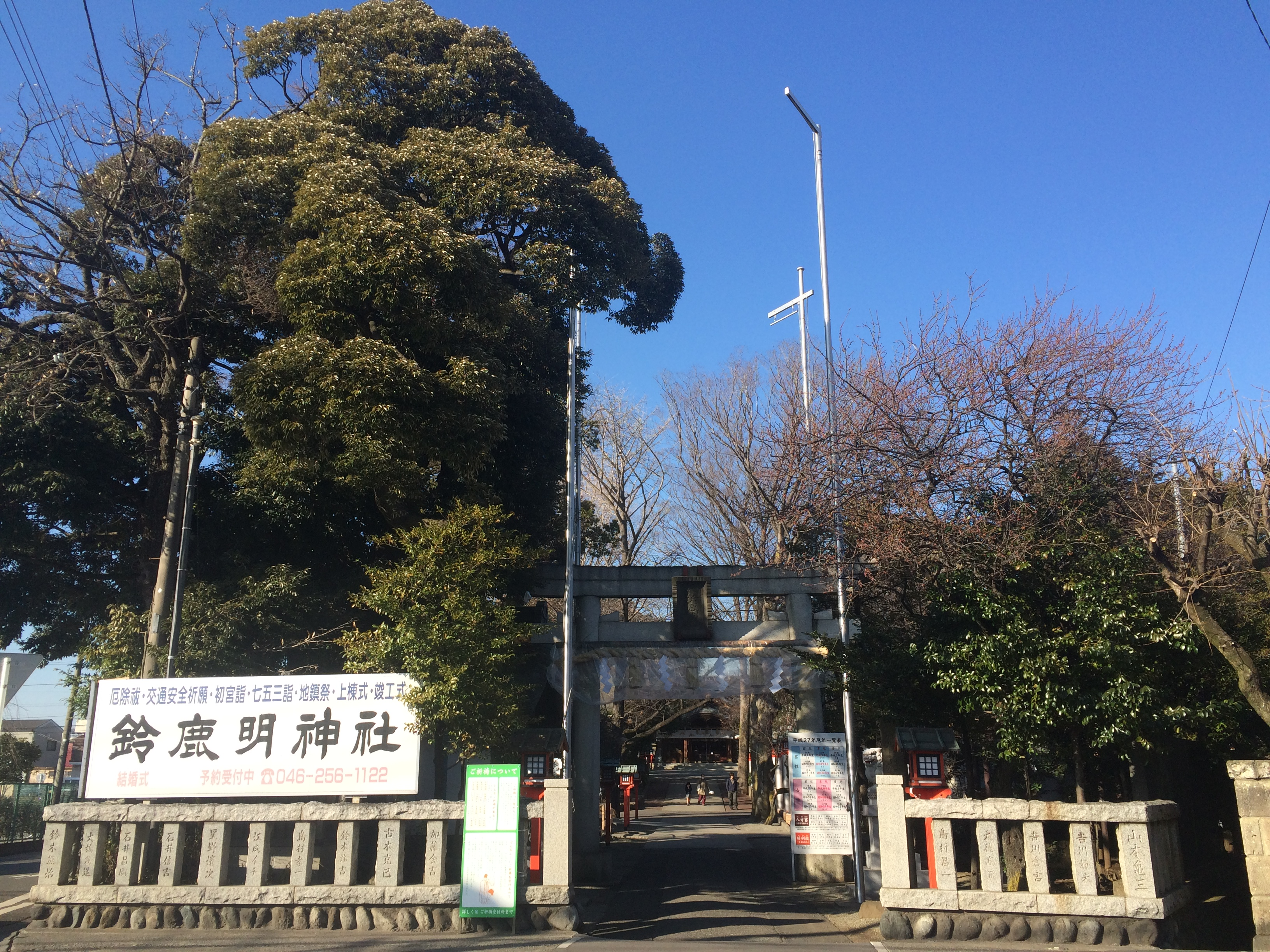
境内入口

### 境内社
境内には末社として2座の稲荷社や厳島神社（弁天社）が鎮座している。なお『新編相模国風土記稿』（天保12年 (1841年) 成立）によると、当社の末社は稲荷、山王、弁天とされる。
- 稲荷社 - 境内入口の傍に鎮座している。
- 稲荷社 - 小祠の手前には赤い鳥居がある[20]。
- 厳島神社（弁天社） - 弁天池の中央（小島）に祀られている[20][21]。祭神は市寸嶋比売命で、3月3日に例祭が斎行される[22]。

過去の境内社
- 星の谷（ほしのや）の三峰神社（座間市入谷3-2840） - 明治43年（1910年）、星の谷の三峰山から遷座されて当社の寄せ宮に祀られたが、昭和3年（1928年）に星の谷大門で起きた大火事の後、元の地へ戻され現在に至る。同社は埼玉県秩父地方に鎮座する三峯神社の末社とも言われている[23][24][25]。

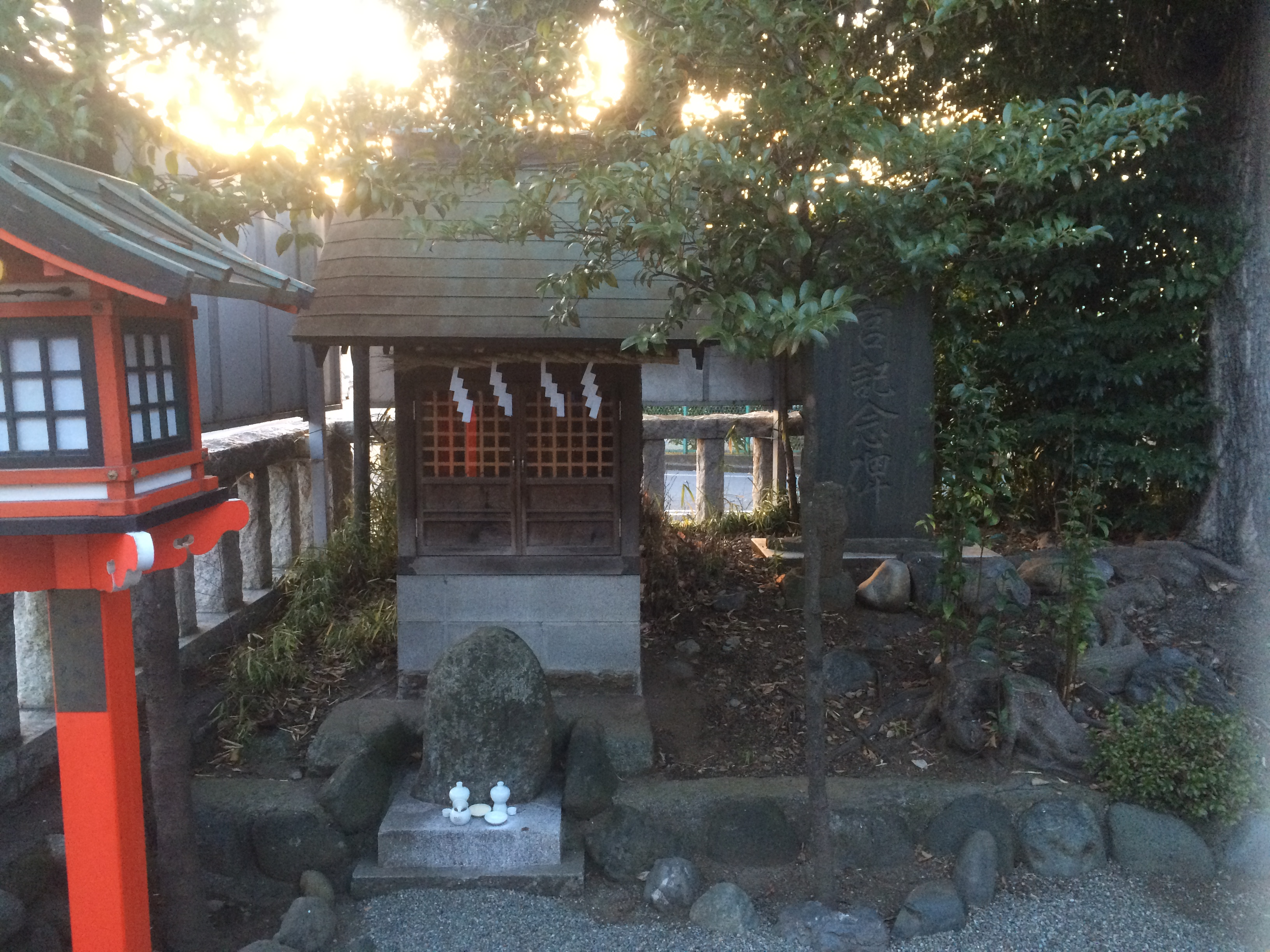
境内入口傍の稲荷社
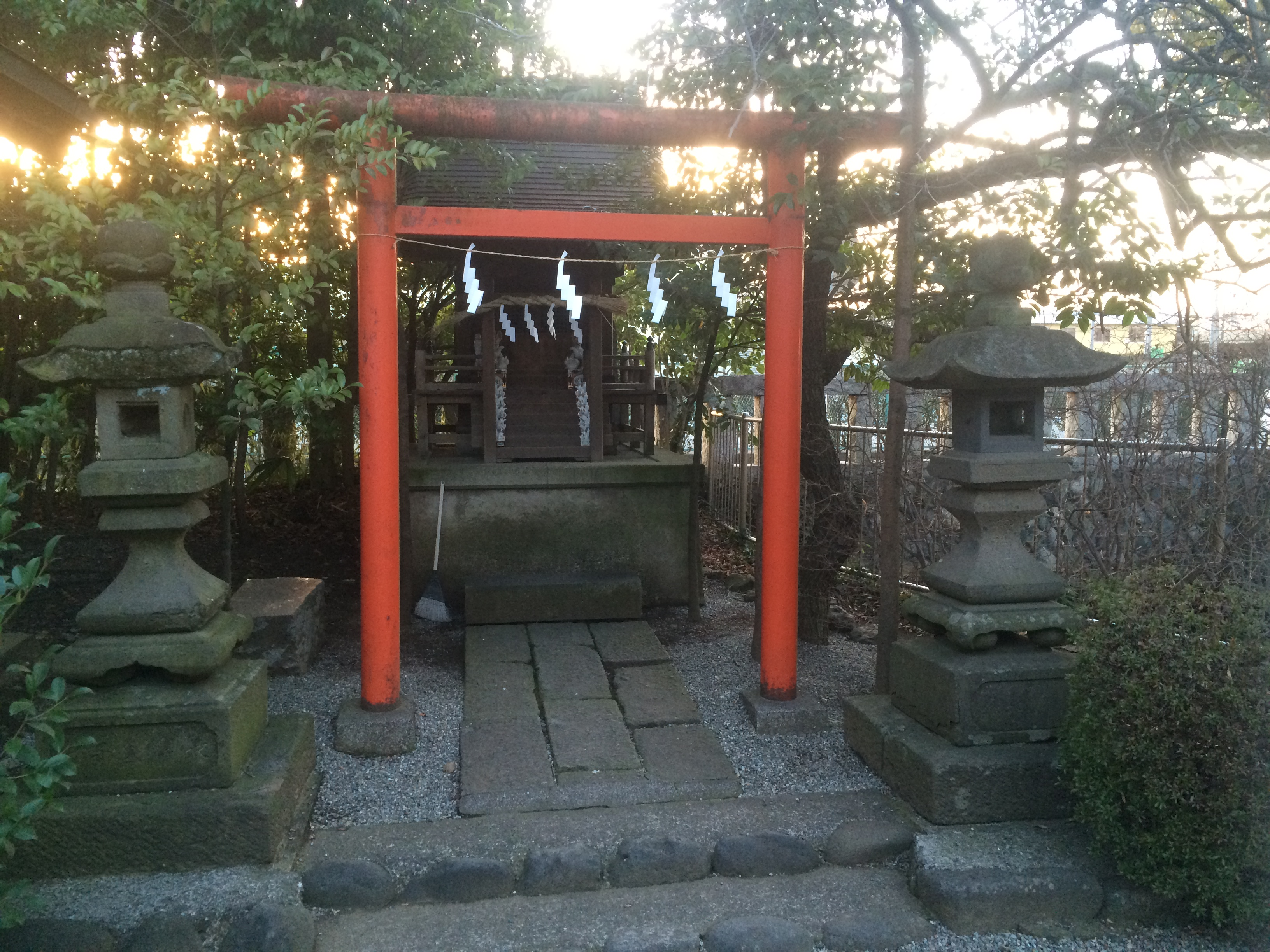
赤い鳥居のある稲荷社
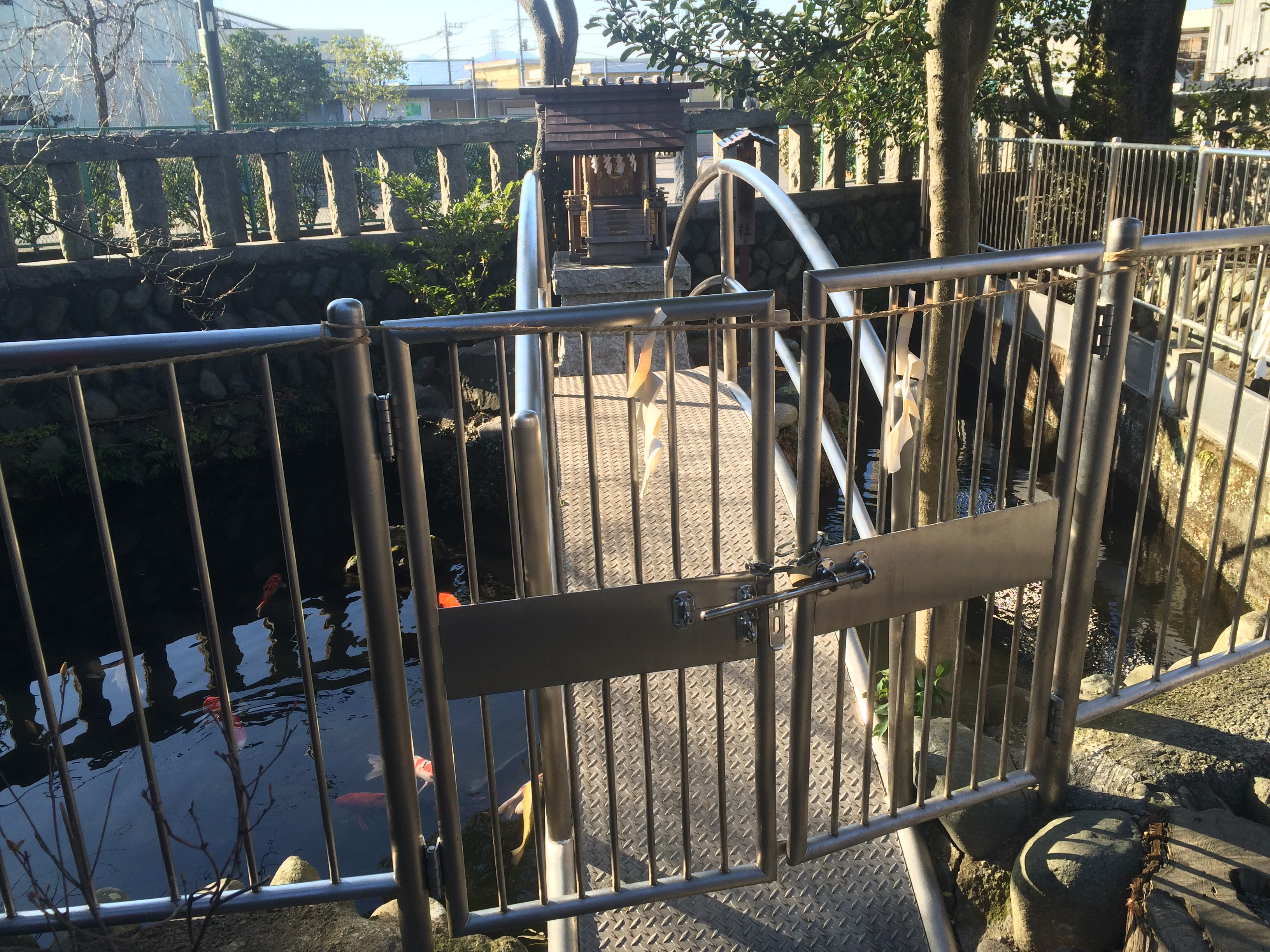
厳島神社

### 古い石仏・小祠など
境内に入ってすぐの右側には古い石仏や道祖神、小祠、狛犬などが安置されている。

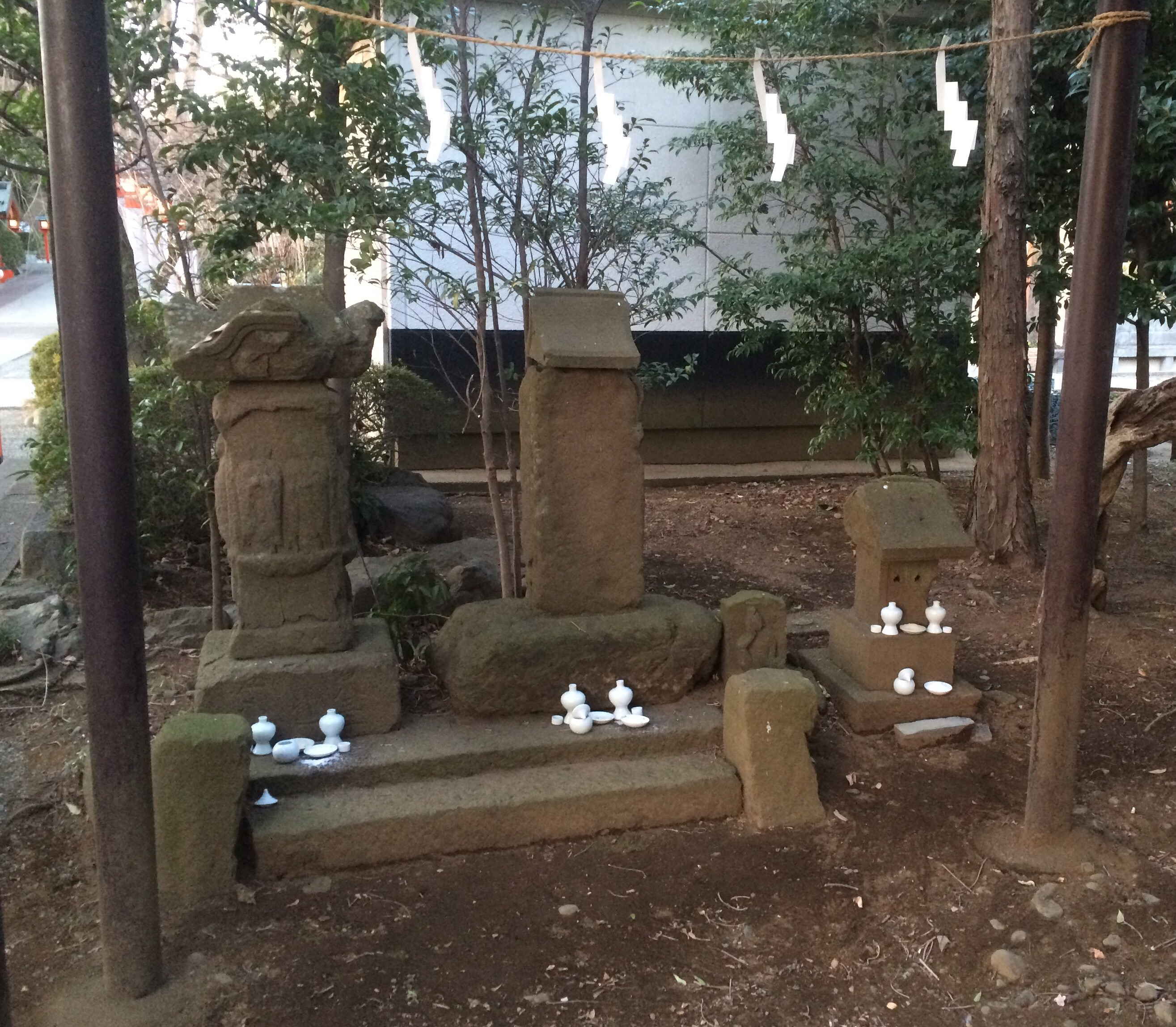
石仏・道祖神・小祠など
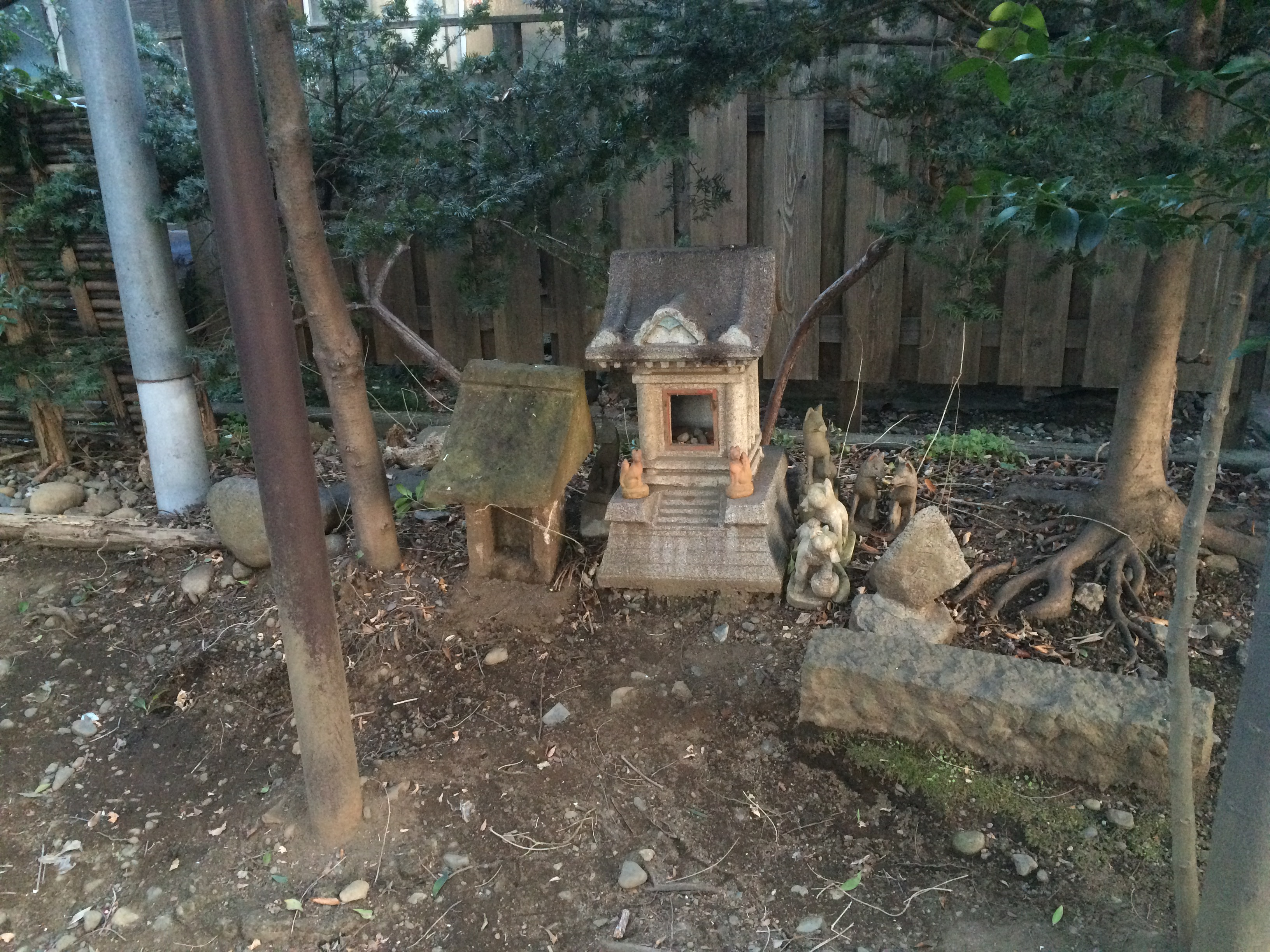
小祠など
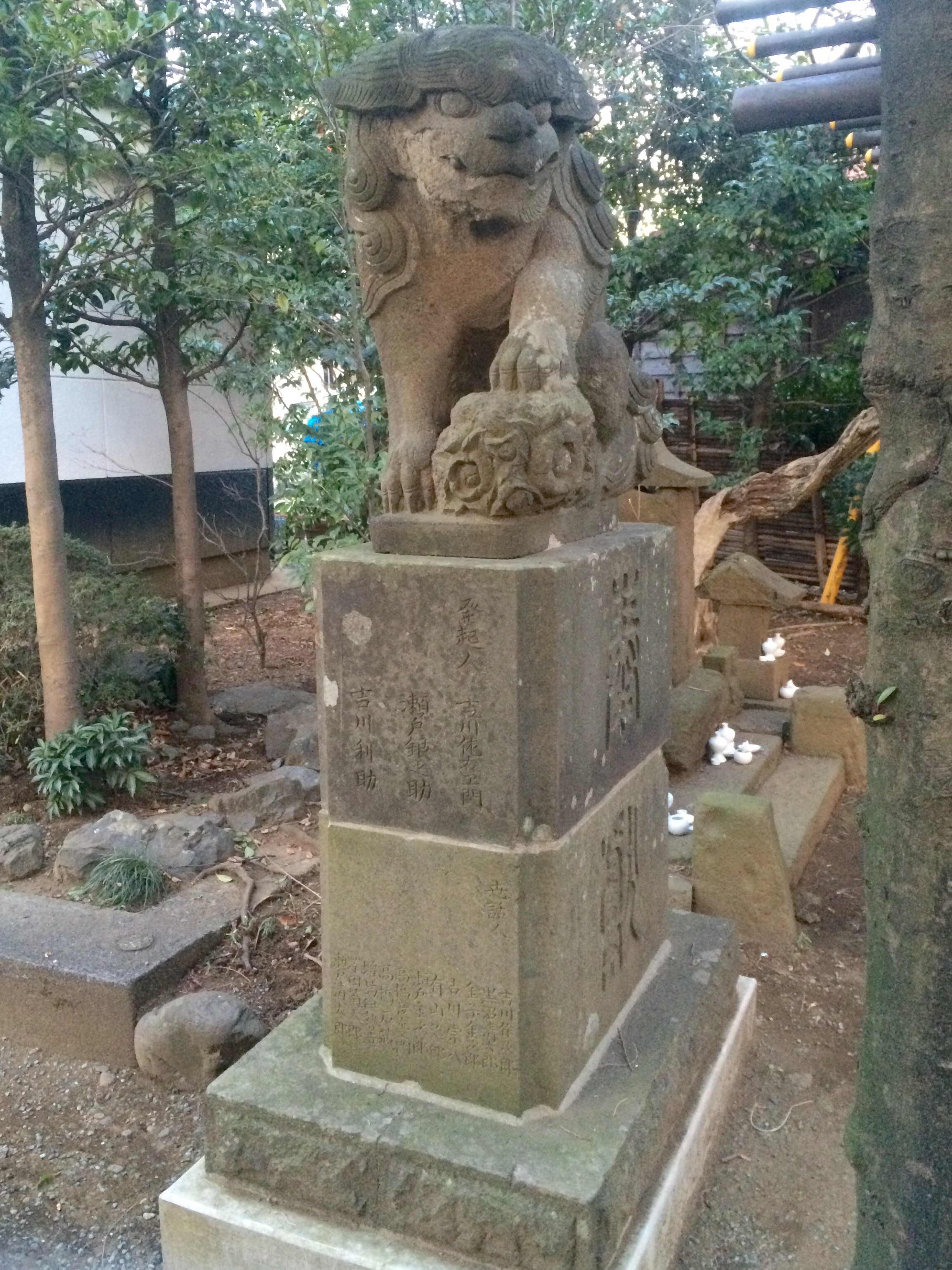
大正8年（1919年）3月の銘がある狛犬

### その他の境内施設・建物など
- 社号標 - 鳥居横に「郷社 鈴鹿明神」と彫られた社号標がある。
- 手水舎
- 鐘楼 - 元禄3年（1690年）に梵鐘が奉納され[4]、施主である座間郷27ヶ村の名主の名も刻銘されていたというが、第2次大戦時の戦時供出で失われ現存しない[16]。現存する鐘楼は昭和48年（1973年）に再建されたものである[17]。
- 神輿殿
- 神楽殿
- 祖霊社
- 座間市戦没者慰霊碑
- 鈴鹿明神参集殿（開館時間：午前9:00〜夕方/不定休）

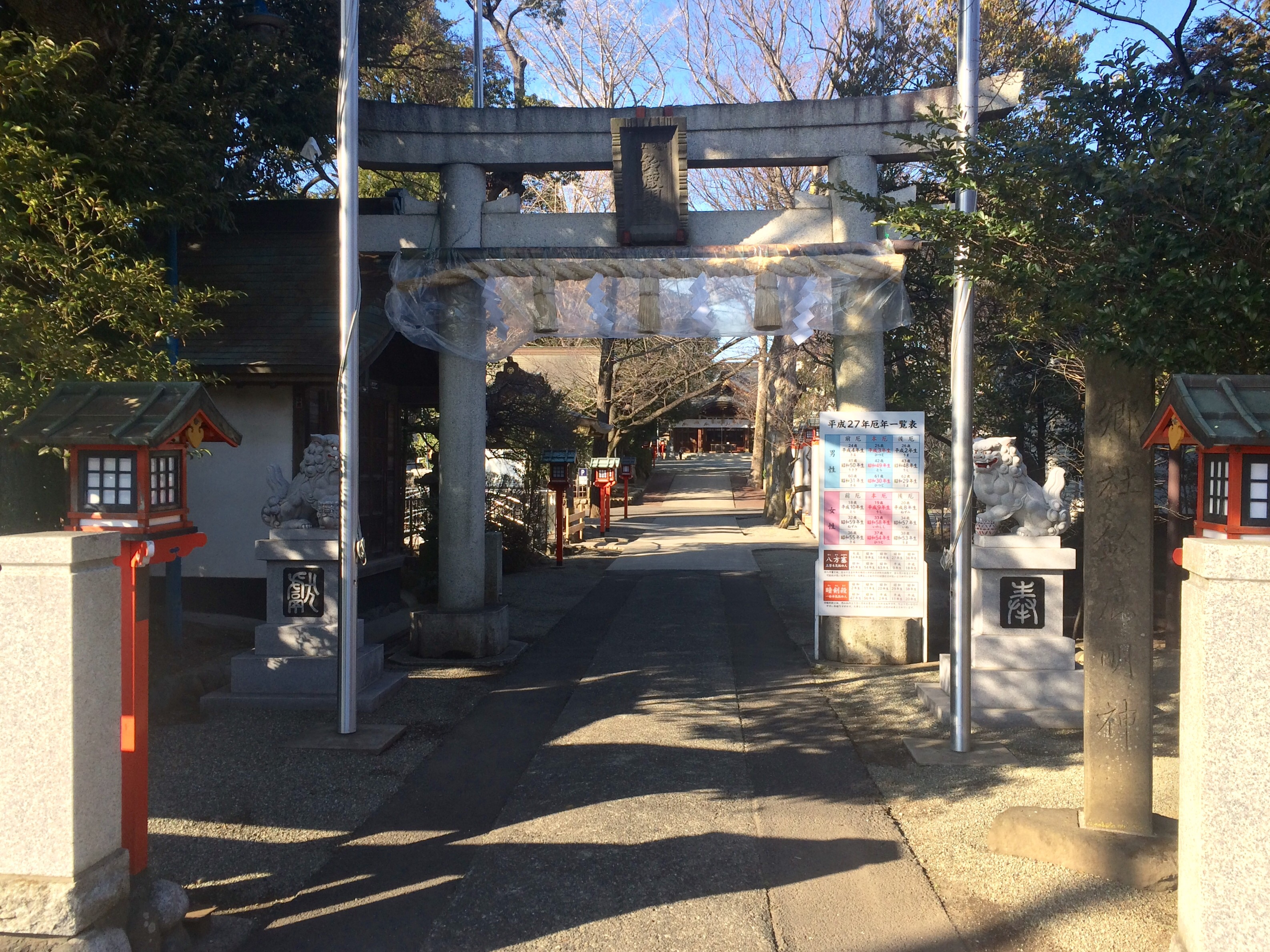
鳥居とその右側に社号標
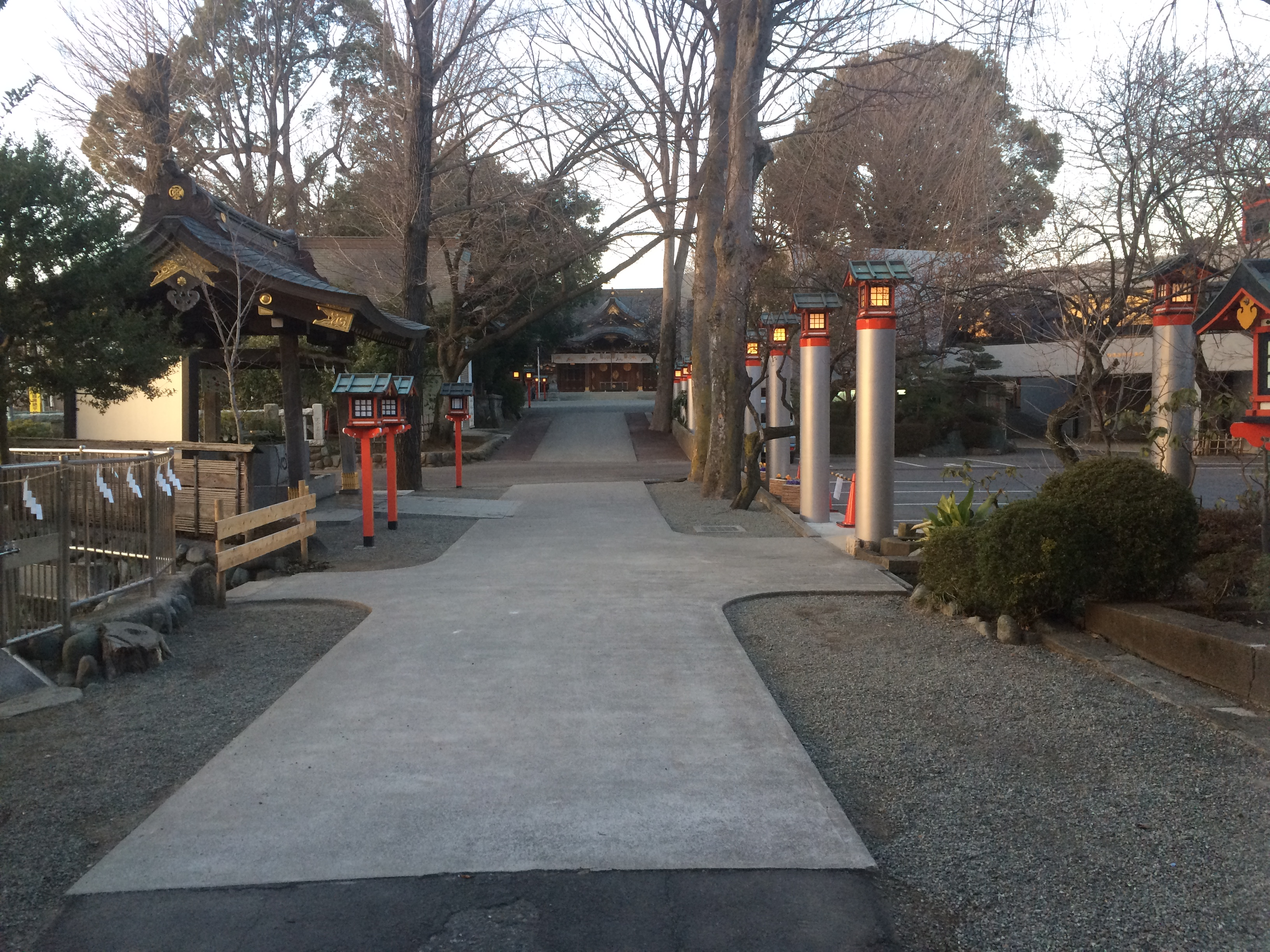
境内参道
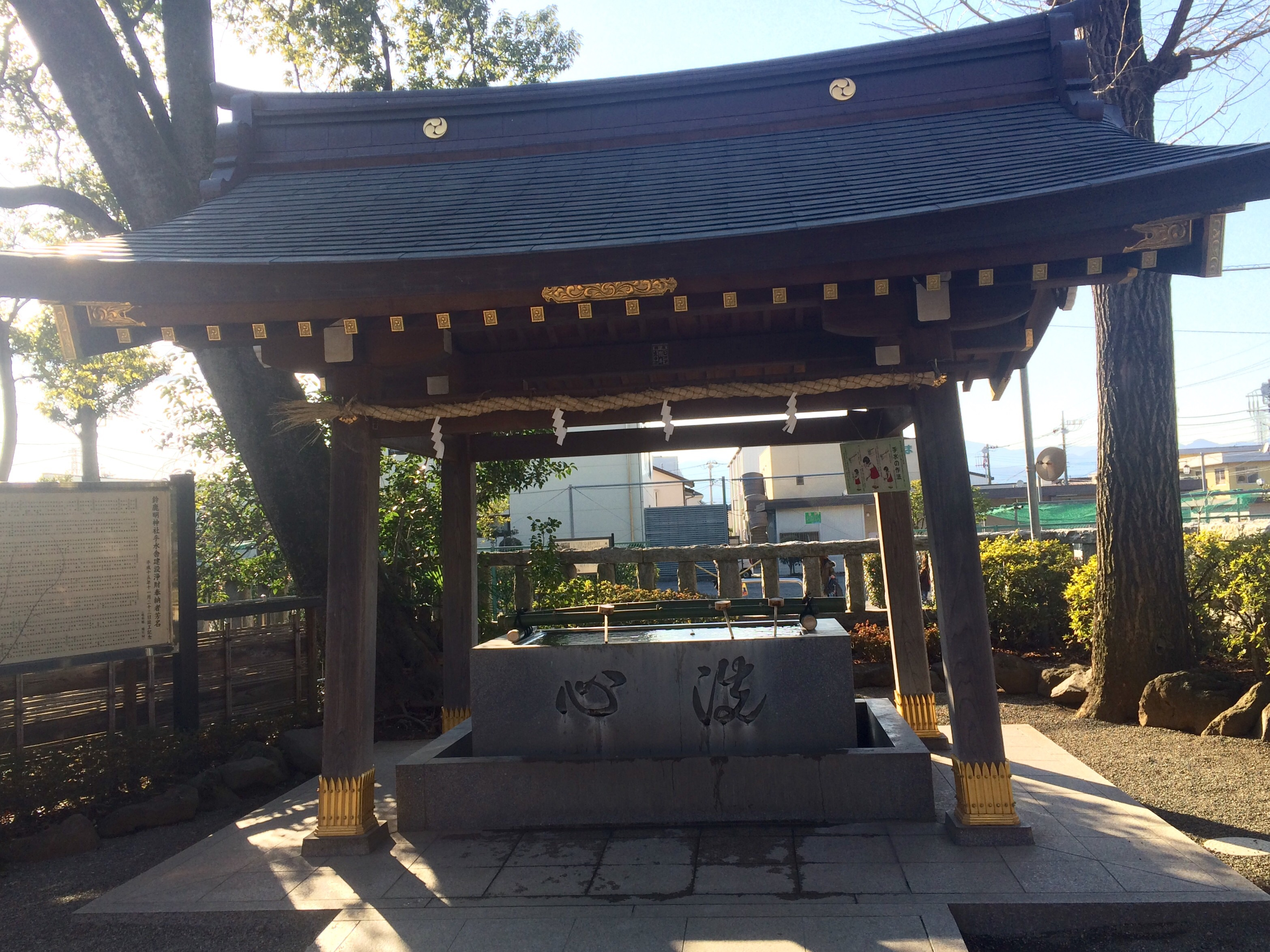
手水舎
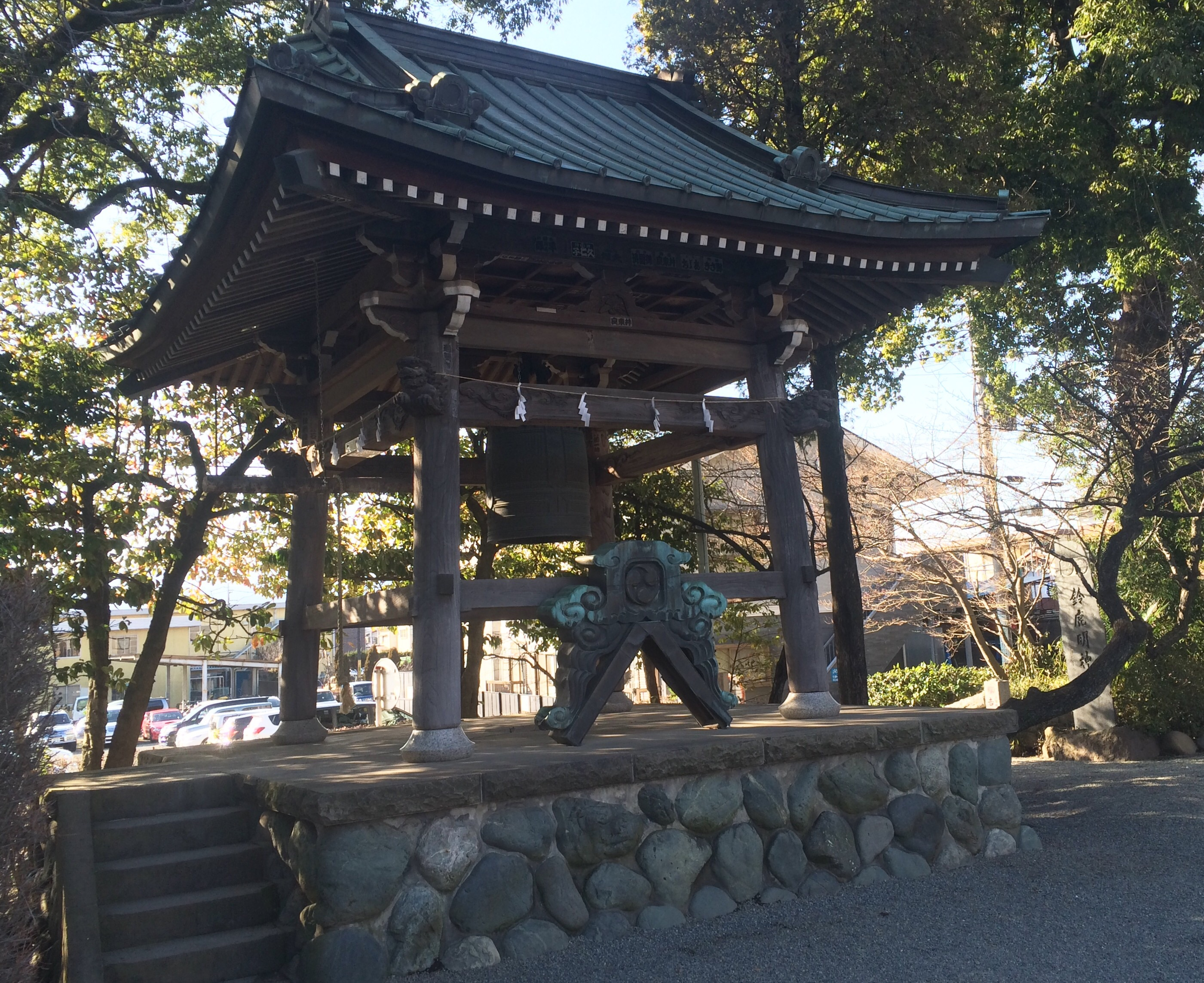
鐘楼
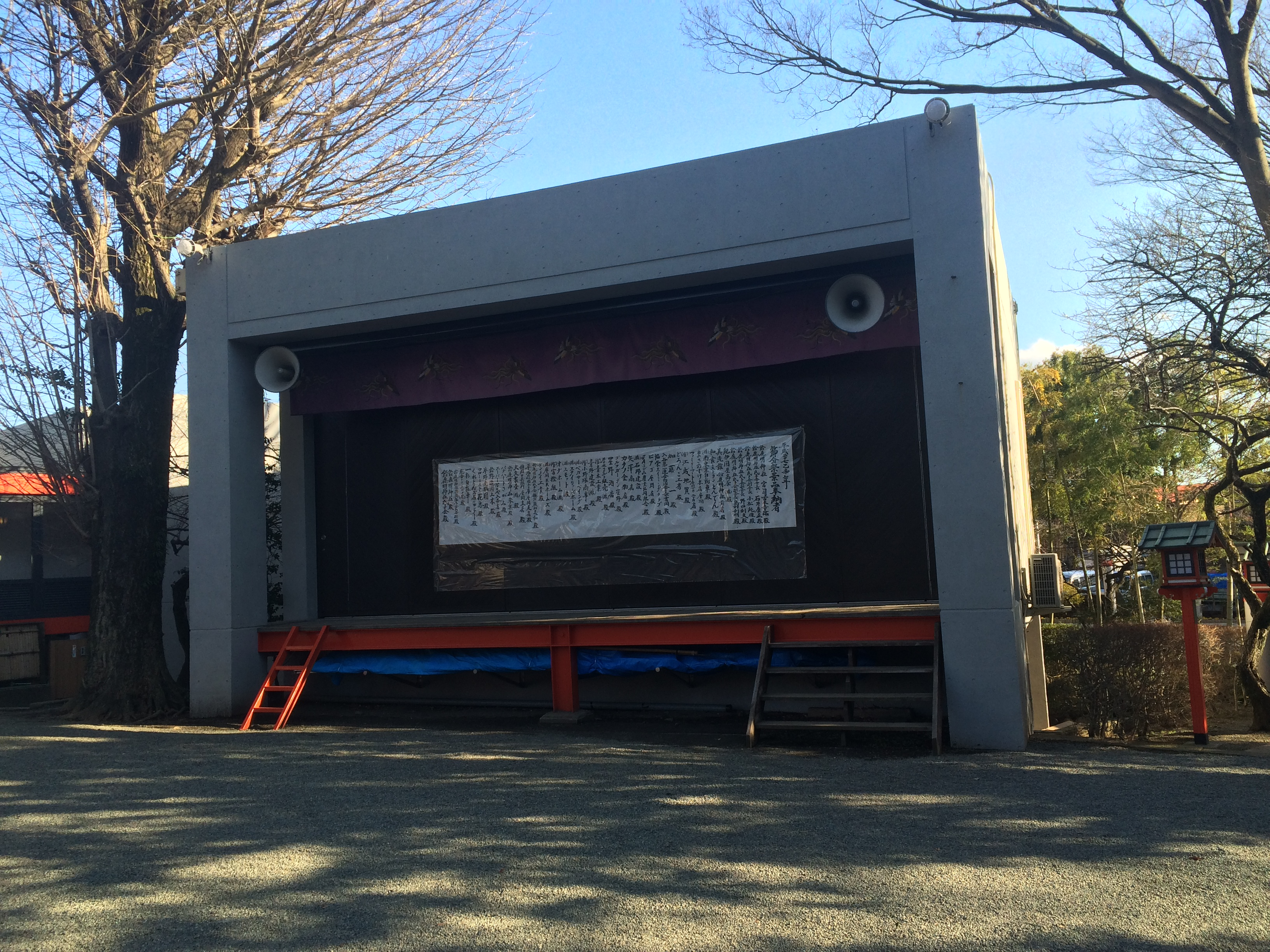
神楽殿
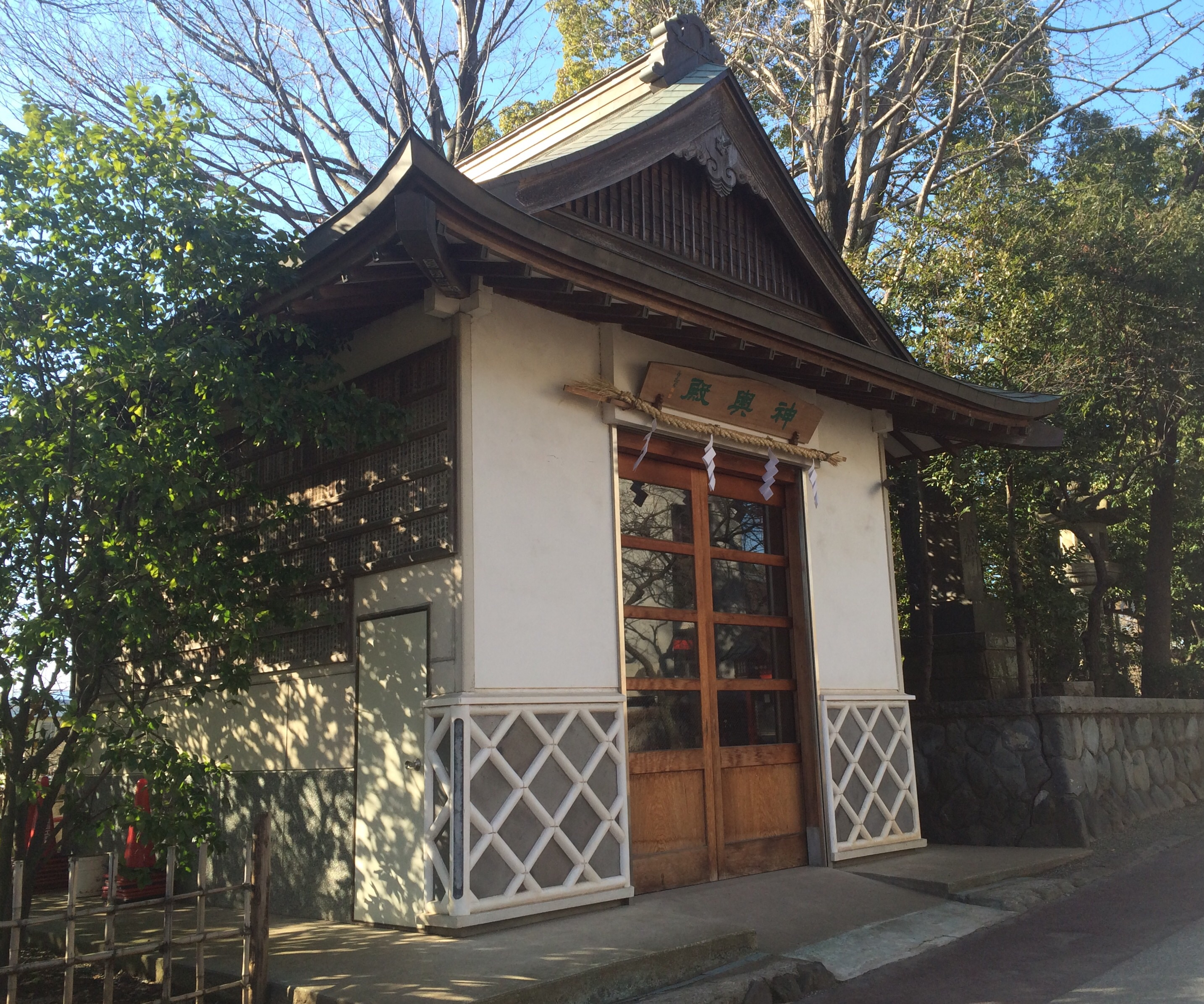
神輿殿
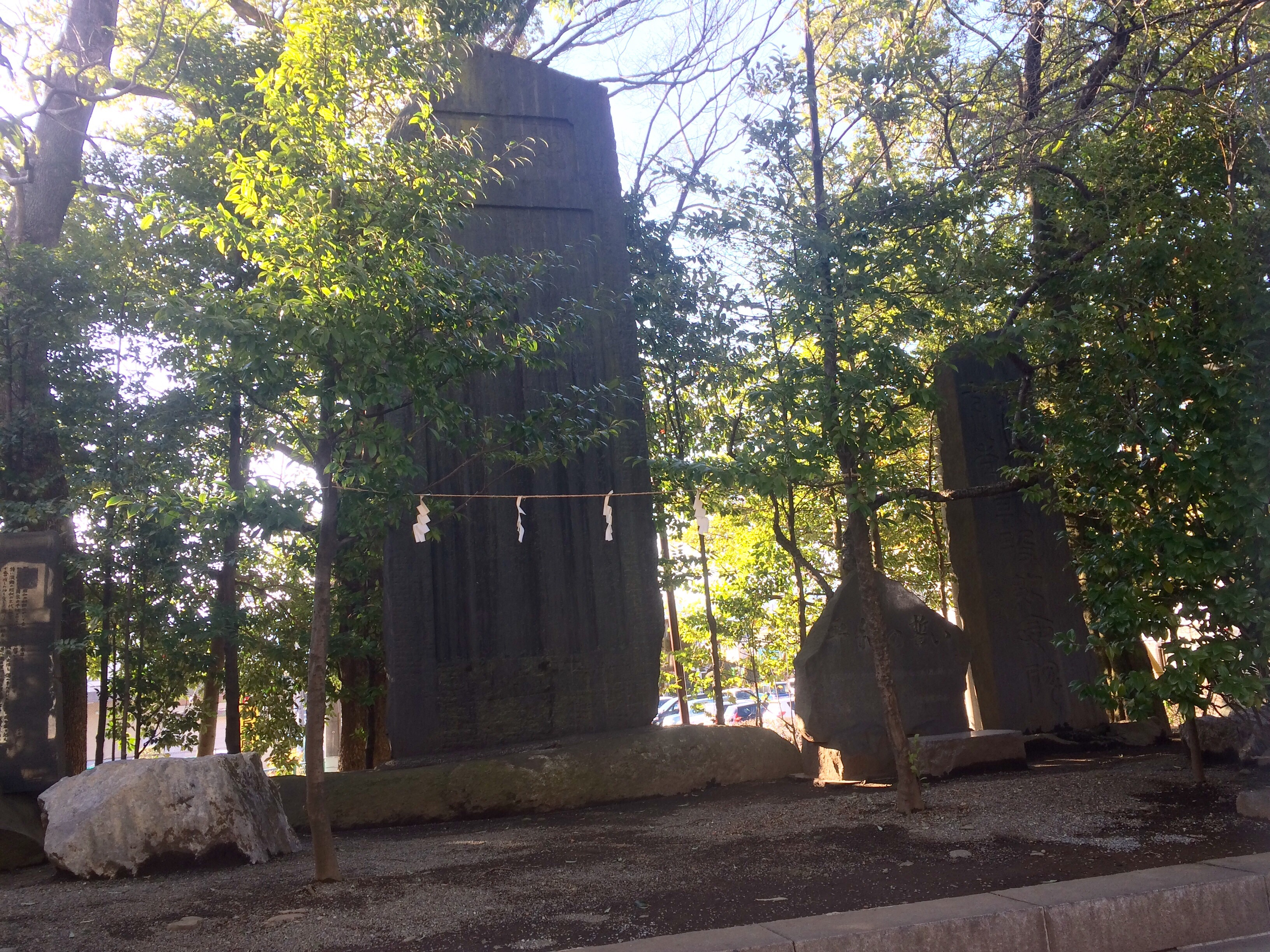
慰霊碑
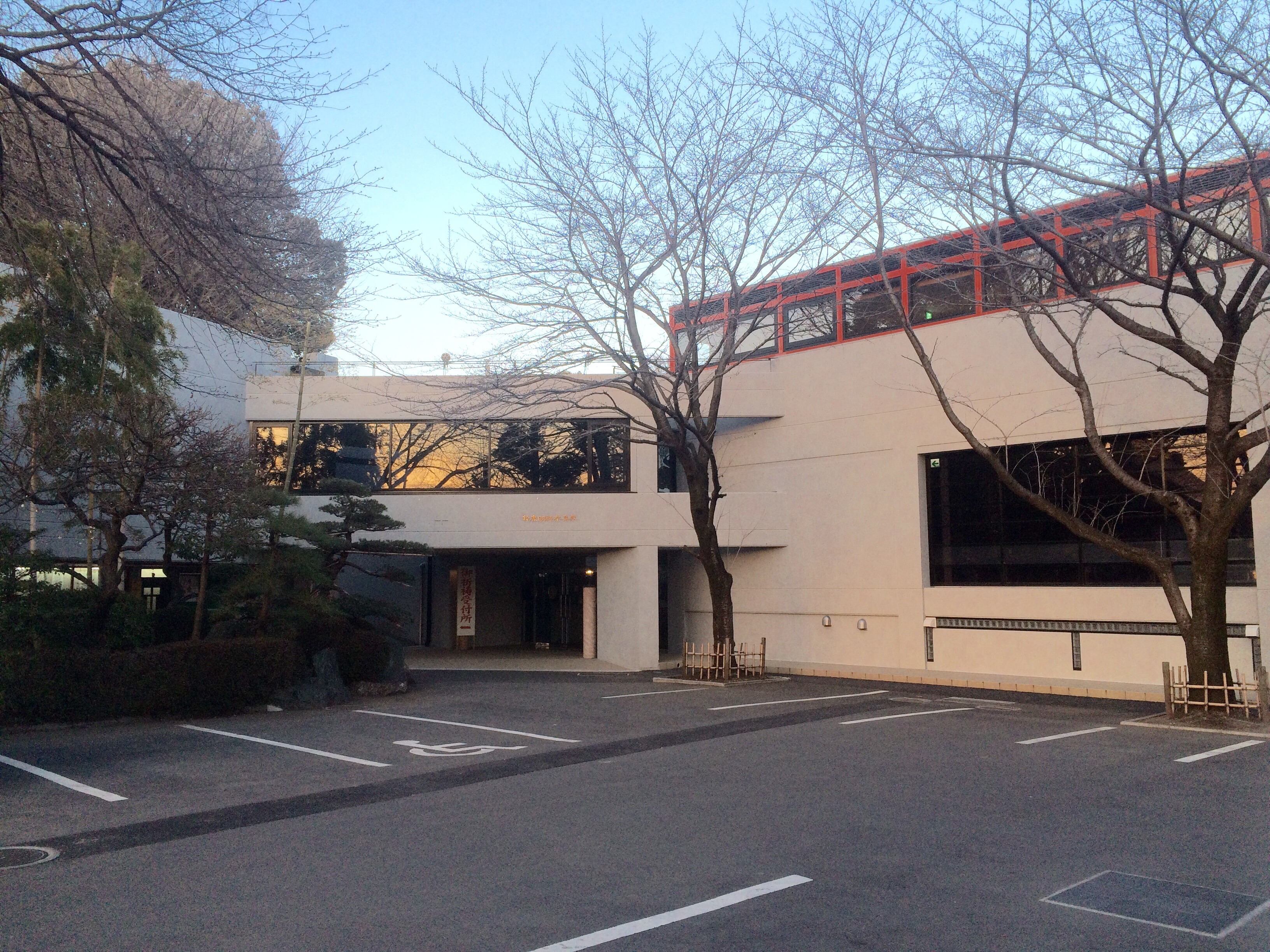
鈴鹿明神参集殿

### 当社境内のかつての姿
かつて辺りは東南西方を水田に囲まれ、その中央の一丈程高い所に当社が鎮座していた。また、境内は船の形をしていて数十に及ぶ樫の古木が繁茂し、参道中央には船の帆のように銀杏の大木が立っており、「舟形の森」「樫の森」とも呼ばれていた。しかし現在ではその銀杏もなく、地形の変動などもあってかつての面影は見られなくなっている。一方で、当社の地形が前方後円墳にも似ていることから昭和37年（1962年）8月に社殿東側の発掘調査が行われ、縄文時代後期の「平地式住居址」が発見されている（詳細は後節「#鈴鹿遺跡」を参照）。さらに、境内の樫の古木は古いもので樹齢900年ともいわれ座間市原始林の一部となっている。

## 祭事・年間行事

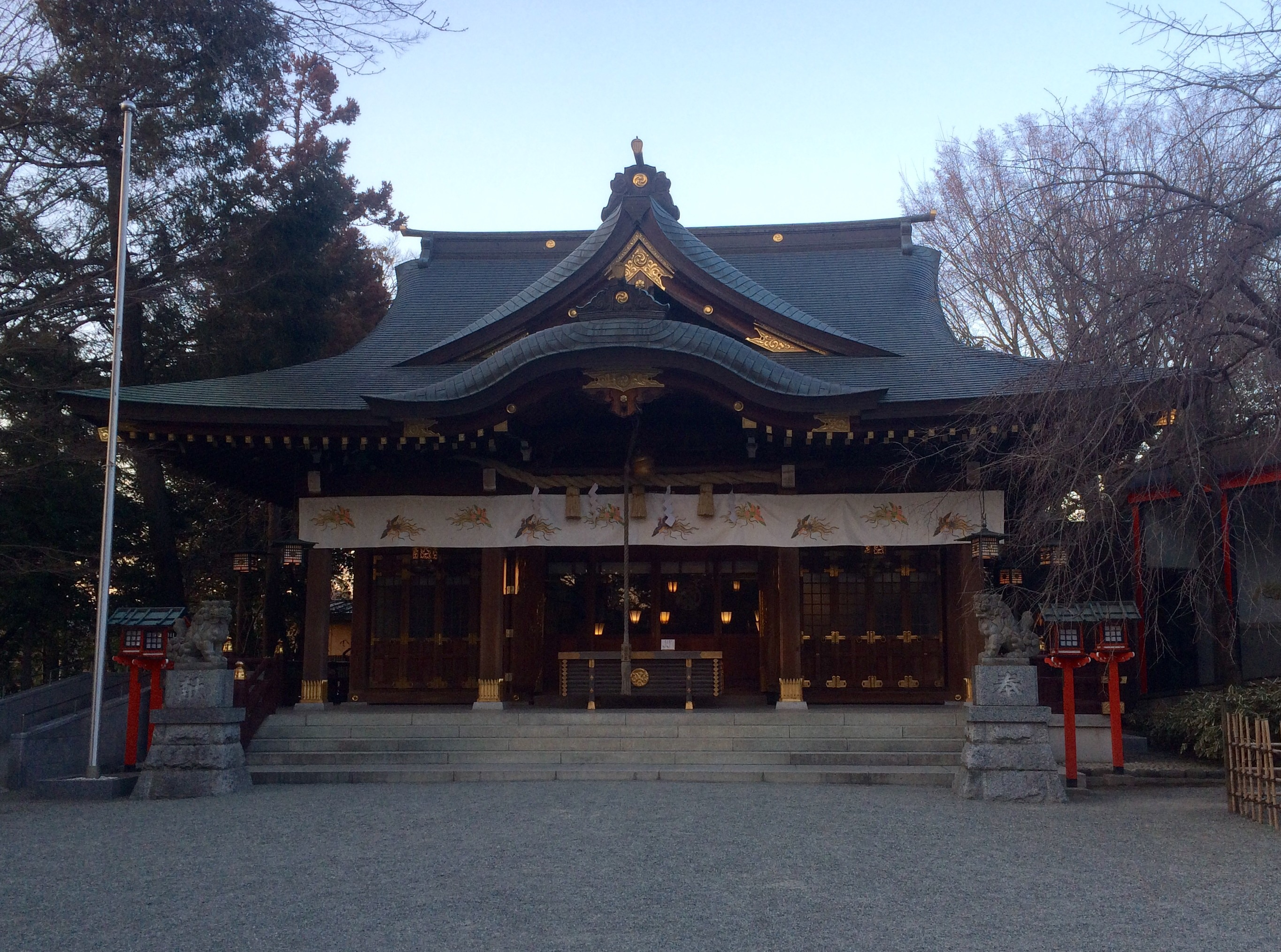
当社拝殿（夕暮れ時）

- 1月1日：元旦祭
- 2月3日：節分祭
- 2月17日：春祭（祈年祭）
- 6月30日：夏越大祓祭
- 7月31日：宵宮祭
- 8月1日：例大祭
- 8月28日：風神祭
- 11月15日：七五三詣
- 11月23日：秋祭（新嘗祭）
- 12月27日：年越大祓祭

### 雨乞い神事「竜神いじめ」
かつては雨乞い神事の「竜神いじめ」が行われていた。神職が雨乞いの祈りを捧げた後、氏子たちが御神酒を頂き、さらに底に竜を彫った敷石がある弁天池の水を汲み出すことによって水を干された竜神に雨を降らせるという神事であったが、詳細な資料は現存していないという。

### かつての例祭日
『新編相模国風土記稿』によると例祭は6月7日〜14日に行われ、この際には当社に合祀されていた牛頭天王の神輿を仮屋に遷した後、星谷寺の僧が来て法楽をしていたという。

### 神輿巡行の始まりついて
祭礼の際の神輿については、疫病が流行した際に病気平癒のお祓いのため村々を廻ったのが始まりとされる。

## 御祈祷・冠婚葬祭
当社では御祈祷や神前結婚式、七五三、初宮詣等を受け付けている。詳細は「当社公式サイト」を参照。

## アクセス
- 小田急小田原線「座間駅」あるいはJR相模線「入谷駅」より徒歩約10分

## その他

### 鈴鹿遺跡
当社本殿東側で発見された縄文時代後期（今からおよそ4000〜3500年前）の平地建物跡および境内の一部（本殿を含む境内北側約900平方メートル）遺跡包蔵地は昭和57年（1982年）1月25日、「鈴鹿遺跡（住居址及び遺跡包蔵地）」として座間市指定史跡に指定されている。建物跡の西側半分は本殿の下にあるため形状や大きさなどの全容については分かっていないが、形状は方形（長方形）であると考えられている。また、この時代の建物跡としては竪穴建物が多い中で平地建物跡はこれまでに発見例が少なく大変貴重なものである。建物跡からは柱穴2箇所や中央よりやや北側にて6個の河原石による円形の石囲炉（直径約40センチメートル）、さらに多数の縄文土器片、石斧数点などが発見されている。一方、境内でも土師器や須恵器の細片、直刀片など古代の遺物が発見されていることから、この他に数多くの遺跡を包蔵している可能性も考えられる。なお、この遺跡については調査の後に原形のまま埋め戻され、保存されている。

### 鈴鹿の小径と周辺の湧水地
当社の境内に沿って東側の傍には「鈴鹿の小径」（すずかのこみち）と呼ばれる小道が整備されている。小径沿いには当社の他に龍源院という寺院があり、寺の境内裏手（MAP）には湧水池がある。湧水は「龍源水 ホタルの公園」を経由してそのまま小径の端を流れる水路に合流しており、この水路にはホタルも生息している。なお、この界隈では他にも複数の湧水地が存在しており、龍源院の湧水から北西に約70メートル地点（MAP）の通称ボンゼン山と呼ばれる丘の麓（クレソンが茂る民家敷地内、龍源院の湧水とは同一斜面およびほぼ同じ標高）から湧き出る「鈴鹿の泉」（吉川の泉）、さらに入谷1丁目の最北部に位置する円教寺付属の番教堂傍（座間市入谷1-3245/MAP）には「番神水」（名称は番教堂が由来）と呼ばれる湧水地がある。

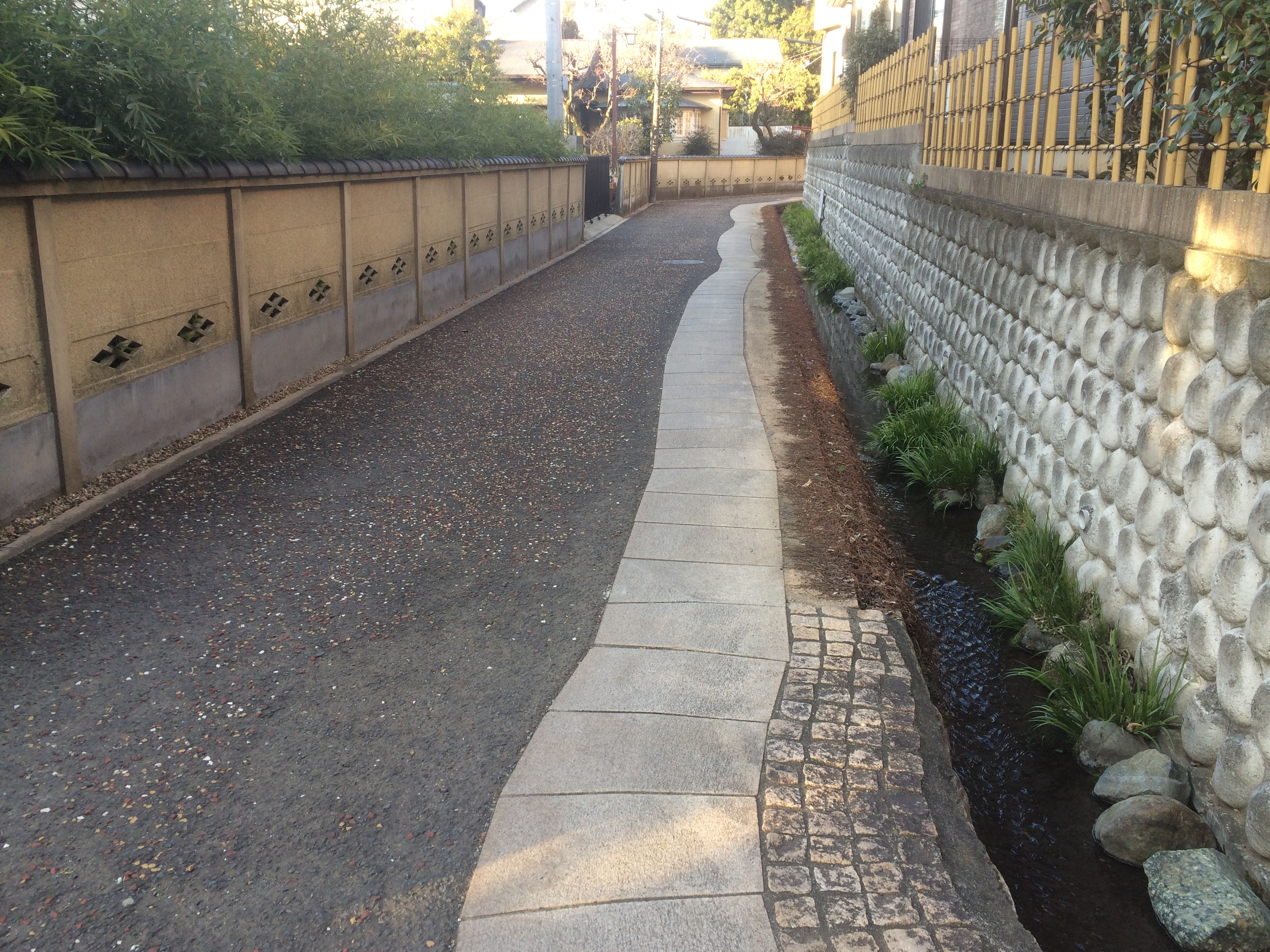
鈴鹿の小径
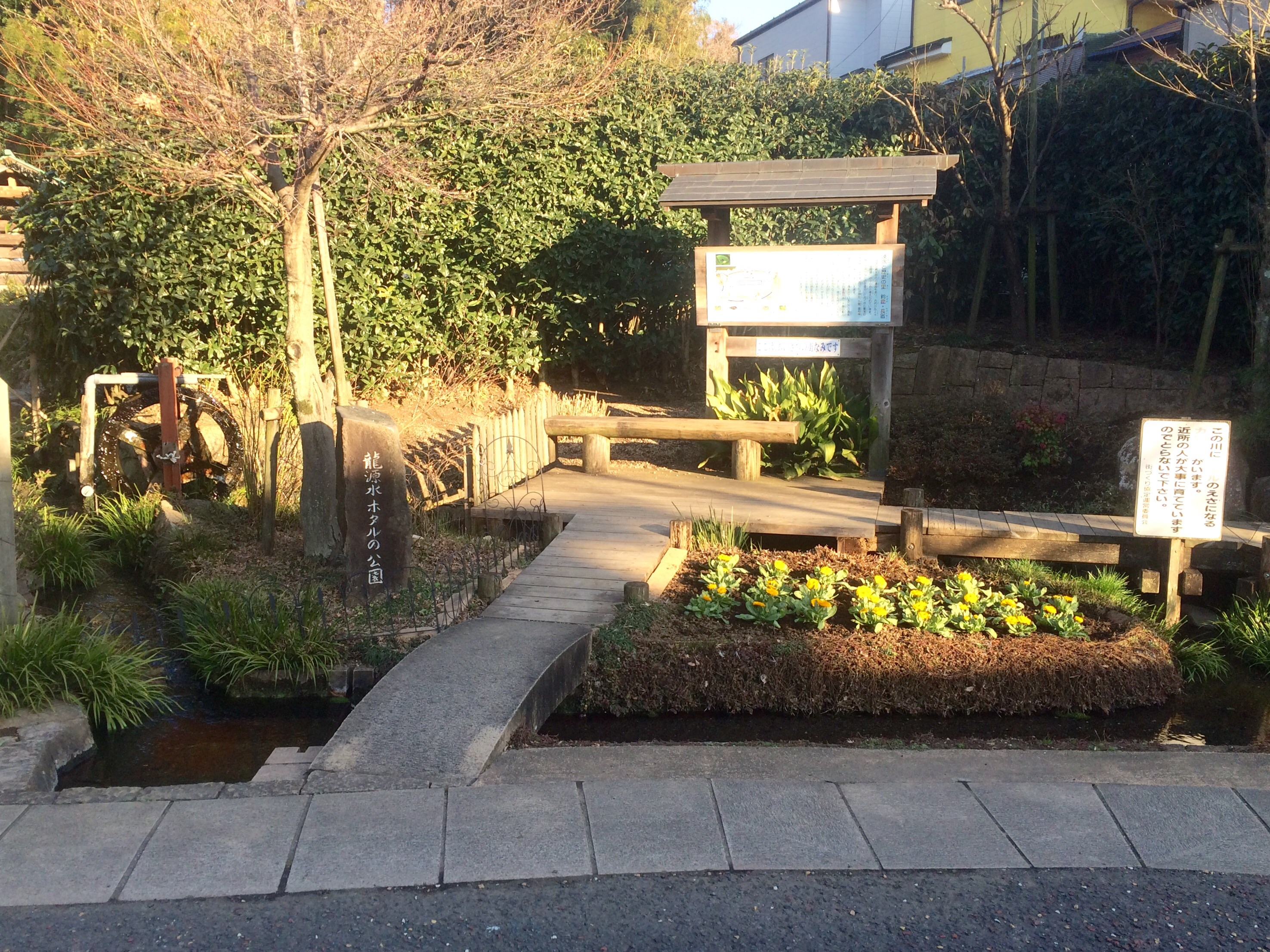
鈴鹿の小径沿いにある「龍源水 ホタルの公園」、龍源院の湧水が合流している
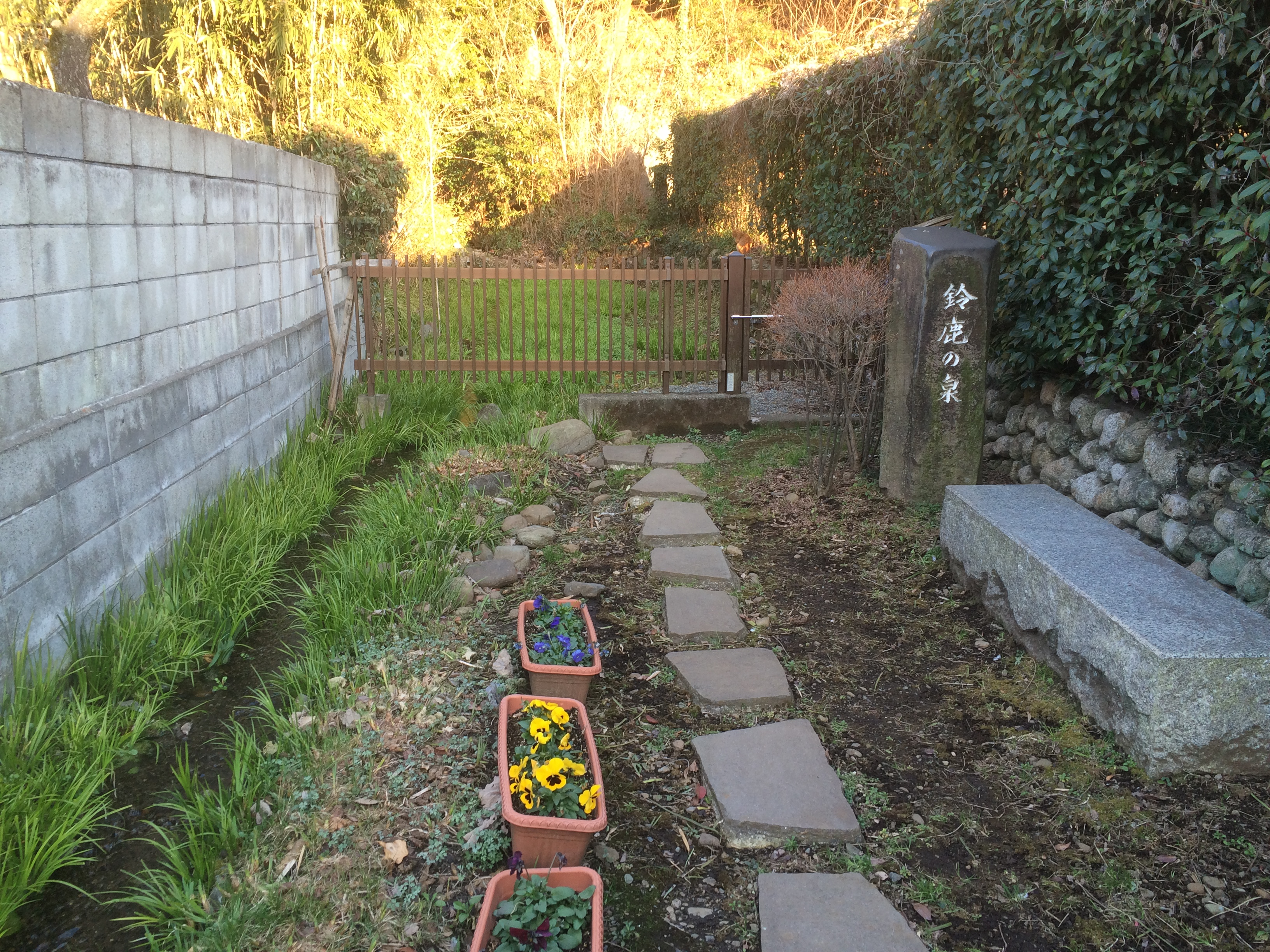
鈴鹿の泉（※湧水地点は民家敷地のため柵があり立ち入り不可）

### 神井戸
県立座間高校の北東側交差点角（MAP）にある泉。神井戸（かめいど）とは、神から与えられた生活のための水の湧く井戸を意味し、古くから周辺住民の飲料水、米や野菜の洗い水として利用されてきた。現在でも野菜などの洗い水として利用されており、かつてに比べ面積は約1/10ほどにまで縮小したとはいえ、夏季には日量632トン、冬季には102トンほどの湧出量がある。当社の祭礼の際には神輿を担いだ者が着用していた白丁をこの湧水で清め神社に返納するしきたりが江戸時代より現在まで続いている。

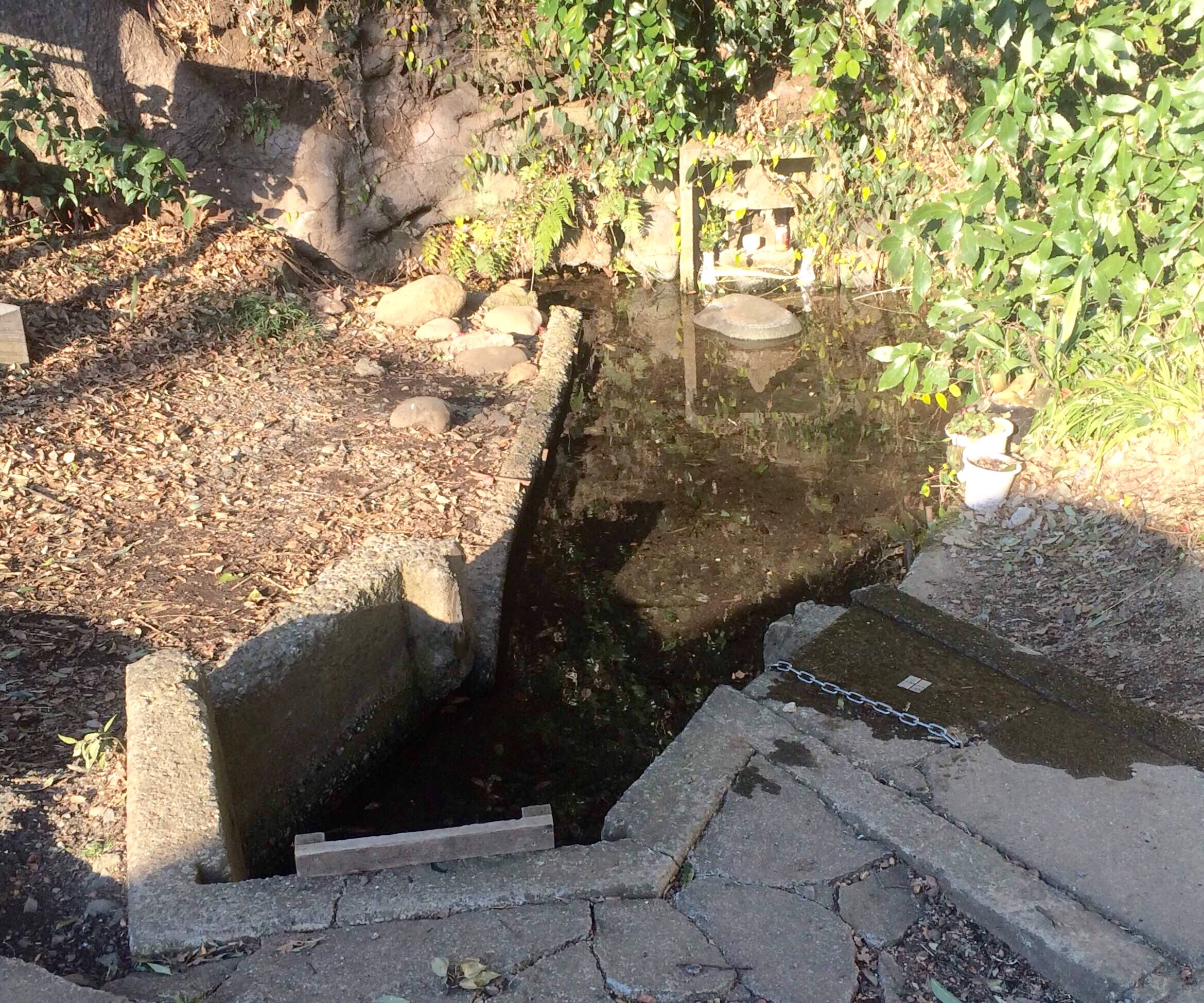
神井戸湧水

### 兼務社・境外末社
前述の諏訪明神（座間市入谷、『座間古説』では当社の古社とされる）を含めて当社には10社の兼務社が存在する。兼務社の詳細については当社公式サイト内「兼務神社案内」を参照のこと。
また、境外社として皆原金毘羅神社（座間市入谷5丁目/MAP）、諏訪神社（入谷1丁目）、神明社（入谷5丁目）、三峰神社（入谷3丁目）がある。